# چویس هتلز
چویس هتلز (انگلیسی: Choice Hotels) شرکت مهمان‌نوازی آمریکایی است، که در سال ۱۹۳۹ تأسیس شد.